# Micula
Micula é uma comuna romena localizada no distrito de Satu Mare, na região histórica da Transilvânia. A comuna possui uma área de 37.77 km² e sua população era de 3988 habitantes segundo o censo de 2007.